# هاري ألين (ممثل)
هاري ألين (بالإنجليزية: Harry Allen)‏ مواليد 10 يوليو 1883 في أستراليا - الوفاة 4 ديسمبر 1951 في فان نويس، كاليفورنيا، الولايات المتحدة، هو ممثل أمريكي بدأ مسيرته الفنية سنة 1923. امتدت مسيرته الفنية لأكثر من 26 عاما.

## الأعمال
- دورية الفجر
- بيت روتشيلد
- تمرد على السفينة باونتي
- آنا كارنينا
- امرأة سيئة السمعة
- زهور وسط الغبار
- السيدة مينيفر
- حصاد عشوائي
- ناشونال فيلفيت
- صورة دوريان جراي

## روابط خارجية
- هاري ألين على موقع IMDb (الإنجليزية)
- هاري ألين على موقع قاعدة بيانات برودواي على الإنترنت (الإنجليزية)
- هاري ألين على موقع قاعدة بيانات الفيلم (الإنجليزية)